# Xã Goshen, Quận Washington, Arkansas
Xã Goshen (tiếng Anh: Goshen Township) là một xã thuộc quận Washington, tiểu bang Arkansas, Hoa Kỳ. Năm 2010, dân số của xã này là 2.051 người.